# 常德职业技术学院
常德职业技术学院（英語：Changde Vocational Technical College）位于湖南省常德市武陵区，是湖南省一所高等专科大学。

## 历史
1951年，湖南省常德市建立了“常德卫生学校”。
1958年，“常德卫生学校”升格为“常德医学专科学校”。
1977年，常德市建立了“常德市农业机械化学校”，后来更名为“常德机电工程学校”。
2003年，常德农业学校、常德卫生学校、常德机电工程学校三所学校合并建立了“常德职业技术学院”。
2011年，常德职业技术学院开始进行教育改革。

## 学校院系
常德职业技术学院拥有8个系，1个部，1所下属学院，2所附属医院，34个专业。
- 系：护理系、药学系、医学系、机电工程系、经济与管理系、土建系、农林工程系、汽车工程系[1]
- 部：公共课部[1]
- 附属医院：常德职业技术学院附属一医院、常德职业技术学院附属二医院

## 校训
砺志、笃学、厚德、创新